# クリストフ・ラウアー
クリストフ・ラウアー（Christof Lauer、1953年5月25日 - ）は、ドイツのジャズ・テナー・サックス及びソプラノ・サックス奏者である。メルズンゲン生まれ。おそらくヨーロッパにおいて、パレ・ダニエルソン、カーラ・ブレイ、ミシェル・ゴダール、フォルカー・クリーゲル、ミシェル・ポルタル、マリア・ジョアン、アンソニー・コックス、ゲイリー・ハズバンド、アルフォンス・ムゾーン、ピーター・アースキンといった、さまざまなミュージシャンとプロジェクトを行ってきたことで知られている。
1994年、ラウアーは、ユナイテッド・ジャズ+ロック・アンサンブルに参加し、チャーリー・マリアーノと交代しており、また、ハンブルク・NDRラジオ・オーケストラのメンバーを務めている。

## ディスコグラフィ

### リーダー・アルバム
- Christof Lauer (1989年、CMP)
- Bluebells (1992年、CMP) ※with ウォルフガング・プシュニック、ボブ・スチュワート、トーマス・アルキアー
- Evidence (1995年、CMP)
- Mondspinner (1996年、Free Flow Music) ※with ラルフ・ヒューブナー
- Fragile Network (1999年、ACT)
- 『スティング作品集〜シャドウズ・イン・ザ・レイン』 - Shadows in the Rain (2001年、ACT) ※with エンス・トーマス。スティング・トリビュート
- Pure Joy (2003年、ACT) ※with エンス・トーマス
- Heaven (2003年、ACT)
- Blues in Mind (2007年、ACT)
- Play Sidney Bechet Petite Fleur (2014年、ACT) ※with NDRビッグバンド

### 参加アルバム
クツィ・エルグネル
- Ottomania: Sufi-Jazz-Project (1999年、ACT)

エリック・ワトソン - クリストフ・ラウアー・カルテット
- Road Movies (2004年、ACT)

アルベルト・マンゲルスドルフ
- Hut Ab! (1997年、Inakustik)